# Sullivan Square (MBTA-Station)
Sullivan Square ist der Name einer U-Bahn-Station der Massachusetts Bay Transportation Authority (MBTA) im Bostoner Stadtteil Charlestown im Bundesstaat Massachusetts der Vereinigten Staaten. Die Station bietet Zugang zur Orange Line und ist zugleich ein wichtiger Busbahnhof.

## Geschichte

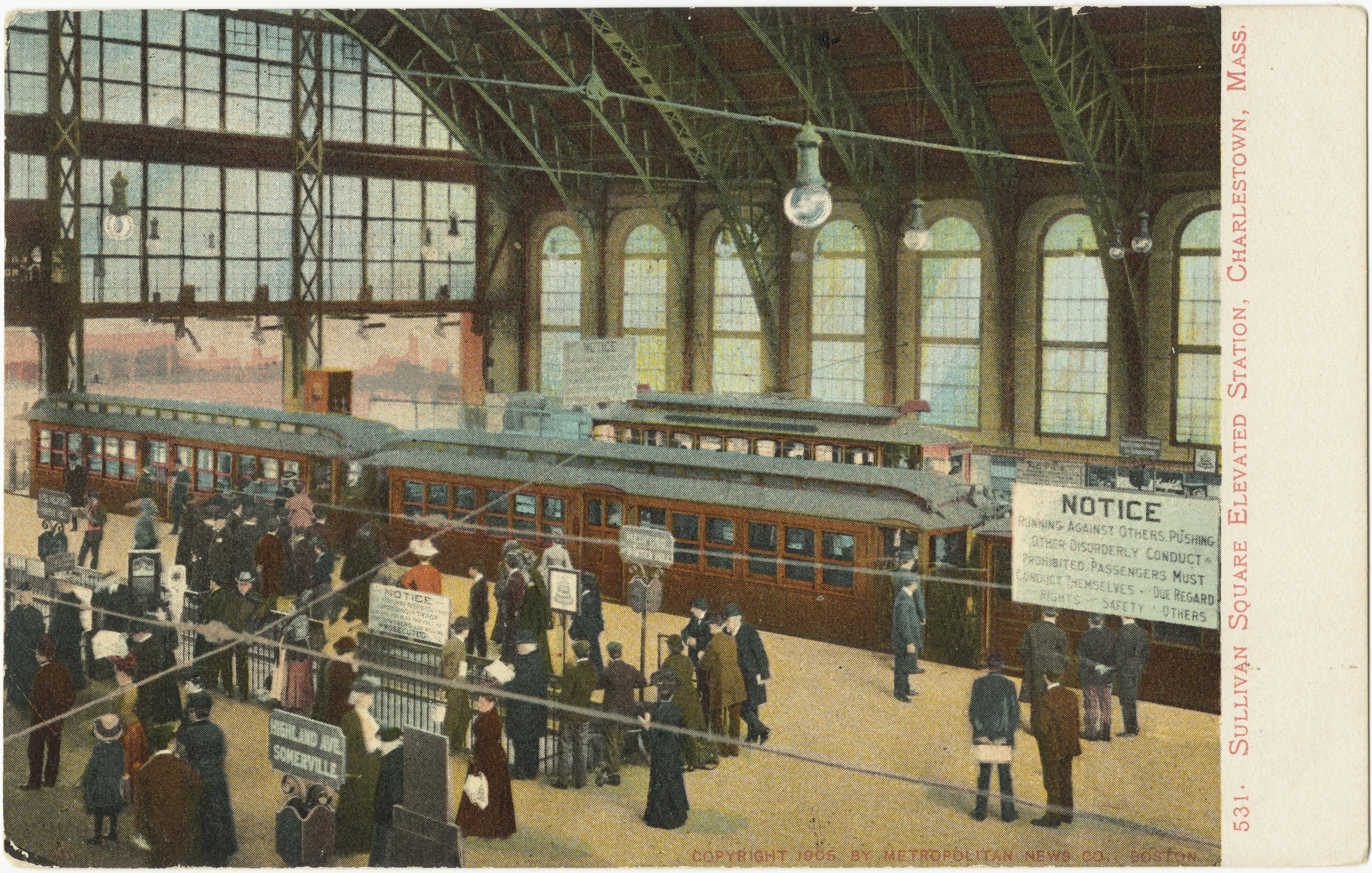
Die erste Station Sullivan Square im Jahr 1905

Am 10. Juni 1901 wurde die Station Sullivan Square der Boston Elevated Railway (BERy) eröffnet. Sie war architektonisch anspruchsvoll und wurde als das Kronjuwel des gesamten BERy-Systems betrachtet. Die Instandhaltung des Gebäudes wurde jedoch vernachlässigt, so dass das einst prunkvolle Bauwerk nach der Schließung der Charlestown Elevated und der Eröffnung der neuen, einige Häuserblocks weiter westlich gelegenen Station als Teil der Haymarket North Extension aufgrund von Baufälligkeit abgerissen werden musste.

## Bahnanlagen

### Gleis-, Signal- und Sicherungsanlagen
Die Station verfügt über drei Gleise, die über zwei Mittelbahnsteige zugänglich sind.

### Gebäude
Die Station befindet sich an der Kreuzung der Straßen Broadway und Cambridge Street. Der gesamte Bahnhof ist barrierefrei zugänglich.
Im Rahmen des Arts-on-the-Line-Projektes der MBTA werden in der Station insgesamt 32 Kunstwerke örtlicher Schulklassen auf 16 Kacheln reproduziert dargestellt.

## Umfeld
An der Station besteht eine Anbindung an 12 Buslinien der MBTA, zudem stehen 222 Park-and-ride-Parkplätze zur Verfügung.